# Damaeus tritylos
Damaeus tritylos är en kvalsterart som först beskrevs av Valerie M. Behan-Pelletier och Norton 1983.  Damaeus tritylos ingår i släktet Damaeus och familjen Damaeidae. Inga underarter finns listade i Catalogue of Life.